# اس‌اس پاستور (۱۹۳۹)
اس‌اس پاستور (۱۹۳۹) (به انگلیسی: SS Pasteur (1939)) یک کشتی بود که طول آن ۲۱۲٫۴ متر (۶۹۶ فوت ۱۰ اینچ) بود. این کشتی در سال ۱۹۳۸ ساخته شد.